# 이집트 항공 990편 추락 사고
이집트 항공 990편 추락 사고는 1999년 10월 31일, 로스앤젤레스 국제공항을 떠나 존 F. 케네디 국제공항을 경유, 카이로 국제공항으로 가던 이집트 항공 990편(기종: 보잉 767-366ER, 기체번호: SU-GAP, 일명: 투트모세 3세 호)이 JFK 공항을 이륙한 후 매사추세츠주 낸터킷 섬 근처의 대서양에 추락한 항공 사고이다.
당시 관제에서는 별 이상징후가 없는데 갑자기 990편이 급강하하는 것을 목격했고, 레이다에서 사라지자마자 구조작업을 시작했지만 승무원과 승객 전원 217명(미국인 100명, 이집트인 89명, 캐나다인 22명 및 나머지 국적 4명, 그외 승무원 14명)이 사망하고야 말았다.
이후 블랙박스가 발견되었는데 NTSB는 자밀 알 바투티(جميل البطوطي, ar) 부기장이 고의로 추락시켰다는 조사 결과를 발표했다. 그러나 이에 대해 이집트 당국은 이를 부정하고 기기의 이상을 주장했다.
고의설의 핵심은 부기장이 당시 이집트 항공의 최고참 부기장이라는 점이었다. 즉 기장으로 진급 못한 만년 부기장이었다는 것. 또한 당시 딸이 중병을 앓고 있다는 가정 사정과, 명예 퇴직이 가까워져 중압감에 일을 저질렀다는 설이 있다.
그러나 CVR에는 부기장을 제지하는 내용은 없고 추락에 당황한 말만 들리며, 당사자인 알 바타우티 부기장도 무척 당황해 있었다. 게다가 아프다는 딸은 병이 크게 회복되었으며 사고 직전 부기장은 아들에게 줄 선물을 사갔으니 이집트 카이로 공항에 도착하면 만나자고 보통 때와 같은 전화를 했던 점은 자살자가 이럴 리 없다는 증거로 나왔다. 또한 부기장이 고의로 추락시켜려 했다면 안에 있던 다른 승무원들이 가만히 있을 턱이 없다는 것도 중요한 반론의 근거였다.
NTSB에서 사건의 범인이 알 바타우티 부기장이라고 발표하자 대대적인 반미시위가 일어나서 결국 명예회복은 되었으나, 사건 원인은 영원히 수수께끼로 남게 된다.

## 같이 보기
- 항공 안전
- 실크에어 185편 추락 사고
- 저먼윙스 9525편 추락 사고
- LAM 모잠비크 항공 470편 추락 사고